# Франклин (округ, Алабама)
Фра́нклин (англ. Franklin County) — округ в США, штат Алабама. Официально образован 6 февраля 1818 года. По состоянию на 2010 год, численность населения составляла 31 704 человек. Получил своё название в честь американского политического деятеля Бенджамина Франклина.

## География
По данным Бюро переписи США, общая площадь округа равняется 1 676 км², из которых 1 642 км² суша и 34 км² или 2,0 % это водоемы.

### Соседние округа
|                          | Тишоминго (шт. Миссисипи) | Колберт |  |  |
|                          | север                     | Лоренс  |  |  |
| Франклин                 |                           | Лоренс  |  |  |
| юг                       |                           | Лоренс  |  |  |
| Итавомба (шт. Миссисипи) | Марион                    | Уинстон |  |  |

## Население
По данным переписи населения 2000 года в округе проживает 31 223 жителей в составе 12 259 домашних хозяйств и 8 949 семей. Плотность населения составляет 19 человек на км². На территории округа насчитывается 13 749 жилых строений, при плотности застройки около 8-ми строений на км². Расовый состав населения: белые — 89,68 %, афроамериканцы — 4,21 %, коренные американцы (индейцы) — 0,33 %, азиаты — 0,11 %, гавайцы — 0,10 %, представители других рас — 4,62 %, представители двух или более рас — 0,96 %. Испаноязычные составляли 5,82 % населения независимо от расы.
В составе 32,50 % из общего числа домашних хозяйств проживают дети в возрасте до 18 лет, 59,20 % домашних хозяйств представляют собой супружеские пары проживающие вместе, 10,40 % домашних хозяйств представляют собой одиноких женщин без супруга, 27,00 % домашних хозяйств не имеют отношения к семьям, 24,50 % домашних хозяйств состоят из одного человека, 12,10 % домашних хозяйств состоят из престарелых (65 лет и старше), проживающих в одиночестве. Средний размер домашнего хозяйства составляет 2,51 человека, и средний размер семьи 2,97 человека.
Возрастной состав округа: 24,50 % моложе 18 лет, 9,20 % от 18 до 24, 28,00 % от 25 до 44, 23,40 % от 45 до 64 и 14,90 % от 65 и старше. Средний возраст жителя округа 39 лет. На каждые 100 женщин приходится 96,40 мужчин. На каждые 100 женщин старше 18 лет приходится 92,80 мужчин.
Средний доход на домохозяйство в округе составлял 27 177 USD, на семью — 34 274 USD. Среднестатистический заработок мужчины был 27 497 USD против 18 631 USD для женщины. Доход на душу населения составлял 14 814 USD. Около 15,20 % семей и 18,90 % общего населения находились ниже черты бедности, в том числе — 24,60 % молодежи (тех кому ещё не исполнилось 18 лет) и 24,10 % тех кому было уже больше 65 лет.